# Фермион
Фермиони се наричат всички елементарни частици с полуцял спин (1/2, 3/2, 5/2,...). Например електрон, протон, неутрон, неутрино, кварк. Кръстени са на известния физик Енрико Ферми, който пръв разработва статистиката на частиците, подчиняващи се на принципа на Паули.

## Статистика
Елементарните частици винаги се разглеждат статистически и според броя на състоянията с еднакви параметри се подчиняват на две съвсем различни статистики. Фермионите се подчиняват на статистиката на Ферми-Дирак. Това означава, че в едно квантово състояние в определен момент от време може да се намира само една частица. Тяхната вълнова функция е антисиметрична – ако местата на два фермиона се разменят, функцията си сменя знака. Фермионите са неразличими и си въздействат едни на други посредством размяна на бозони.

## Видове
Двата основни вида фермиони в стандартния модел са кварките и лептоните. Кварките изграждат протоните и неутроните, а в списъка на лептоните са неутрино, таон, мюон и електрон. Всички те имат полуцял спин или с други думи полуцели значения на константата на Планк ћ. Вътрешното движение на фермионите се описва от матриците на Дирак. Средните значения на интензитетите на собствените им електрични полета се компенсират и сумарното поле е нула, а интензитетът на собственото им магнитно поле е два пъти по-голям от този на бозоните. Именно поради това жиромагнитното отношение на собствения магнитен момент към собствения механичен момент на фермионите е два пъти по-голямо от значението на жиромагнитното отношение на собствения магнитен момент към собствения механичен момент на бозоните.
Фермионите не съвпадат със своите античастици и това се изтъква, когато биват описвани като „фермиони на Дирак“; съвпадащите със своята античастица наричат „фермион на Майорана“. Като елементарни частици фермионите на Майорана все още не са доказани експериментално.